# دوري الدرجة الأولى الروماني 1967–68
دوري الدرجة الأولى الروماني 1967–68 (بالرومانية: Divizia A 1967-1968)‏ هو الموسم 50 من  دوري الدرجة الأولى الروماني. أقيم خلال الفترة 20 أغسطس 1967 وحتى 9 يونيو 1968، وأشرف على تنظيمه اتحاد رومانيا لكرة القدم، وكان عدد الأندية المشاركة فيه  14.